# جوردن ویلیس (بازیکن فوتبال)
جوردن ویلیس (انگلیسی: Jordan Willis؛ زادهٔ ۲۴ اوت ۱۹۹۴) بازیکن فوتبال اهل بریتانیا است.
از باشگاه‌هایی که در آن بازی کرده است می‌توان به باشگاه فوتبال کاونتری سیتی و باشگاه فوتبال ساندرلند اشاره کرد.
وی همچنین در تیم‌های ملی فوتبال زیر ۱۸ سال انگلستان و زیر ۱۹ سال انگلستان بازی کرده است.